# Cordia trichotoma
Cordia trichotoma är en strävbladig växtart som först beskrevs av Vell., och fick sitt nu gällande namn av Arrab. och Ernst Gottlieb von Steudel. Cordia trichotoma ingår i släktet Cordia, och familjen strävbladiga växter. Inga underarter finns listade i Catalogue of Life.

## Bildgalleri

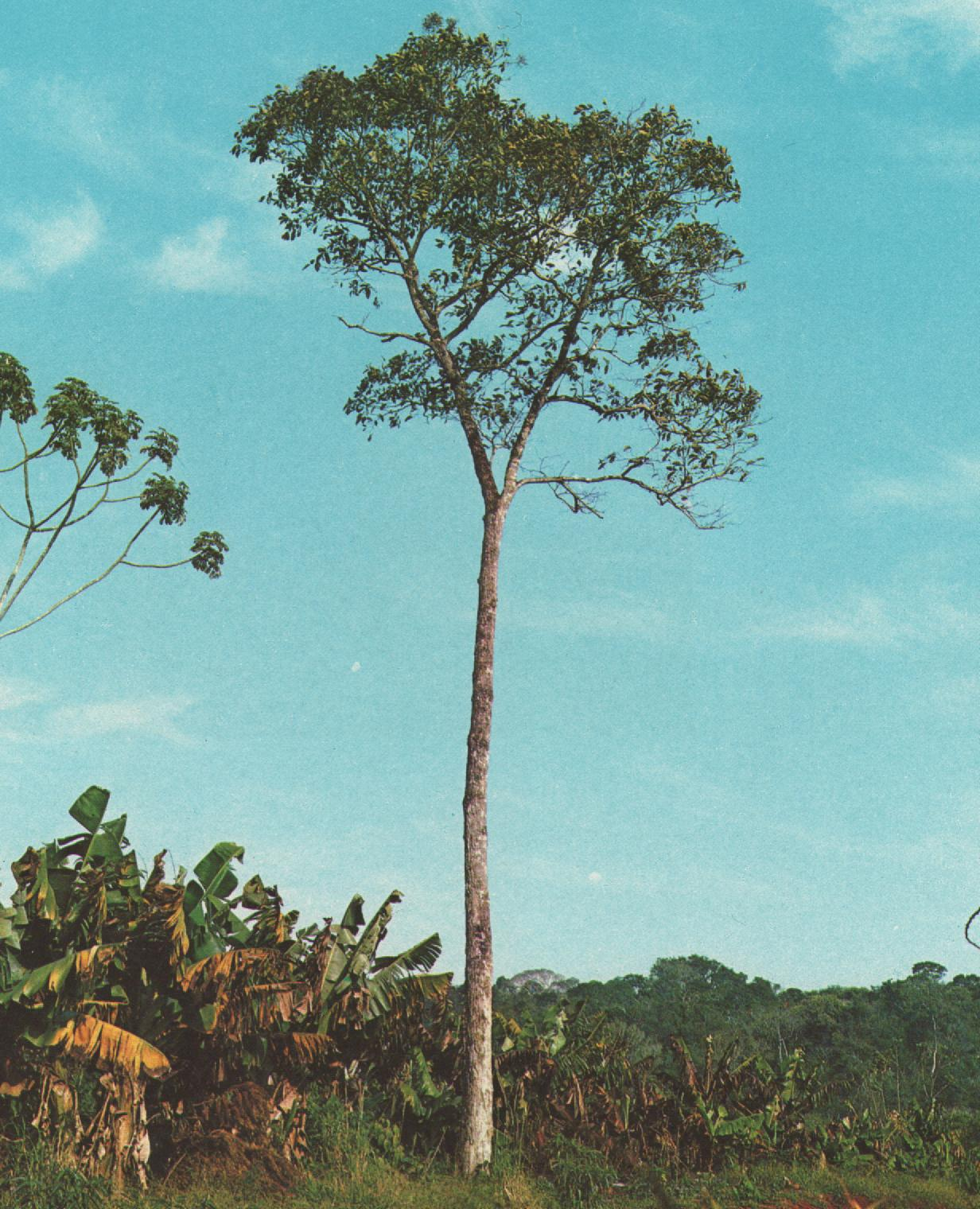